# St. Johannes der Täufer (Mondorf)

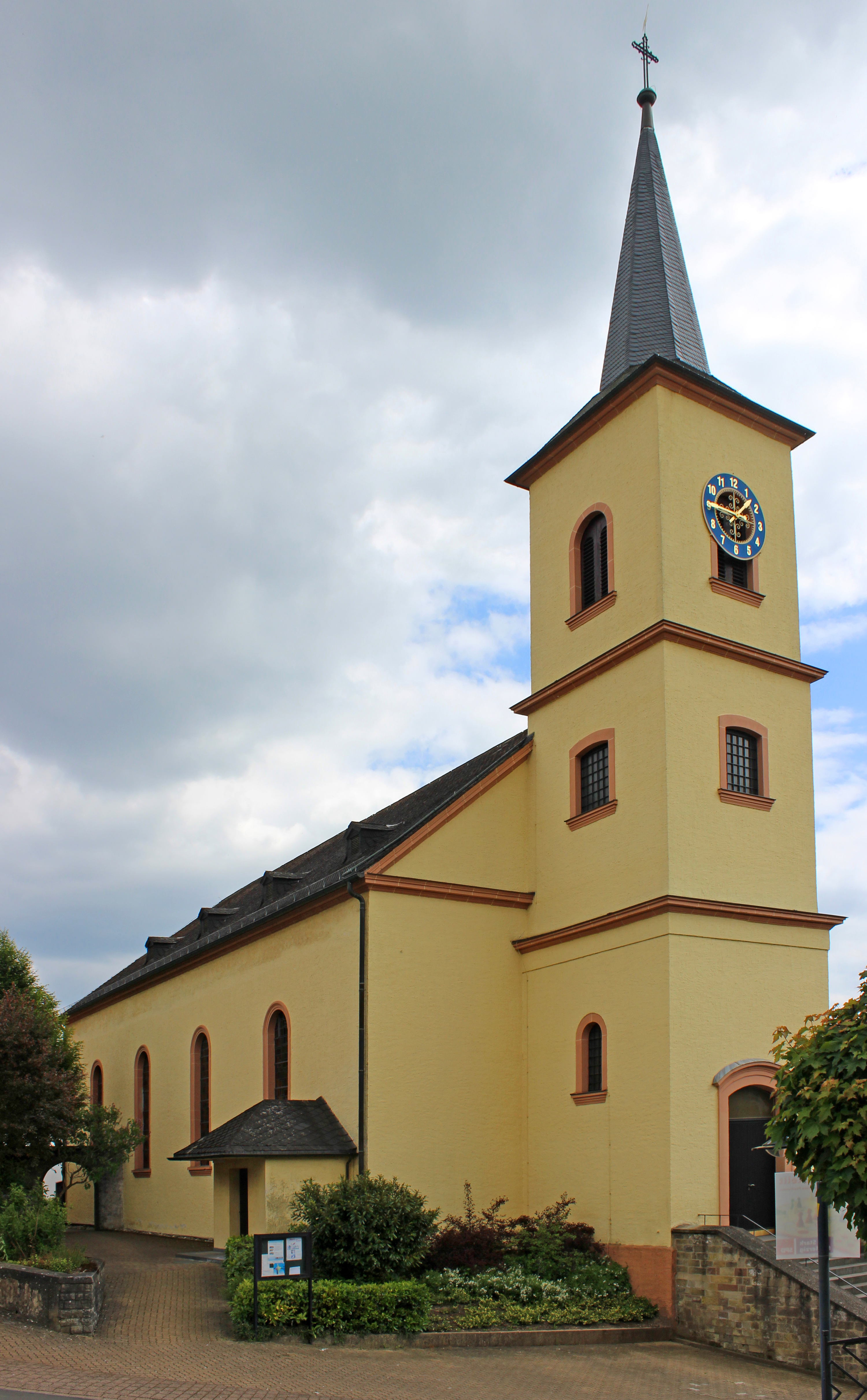
Die katholische Pfarrkirche St. Johannes der Täufer in Mondorf

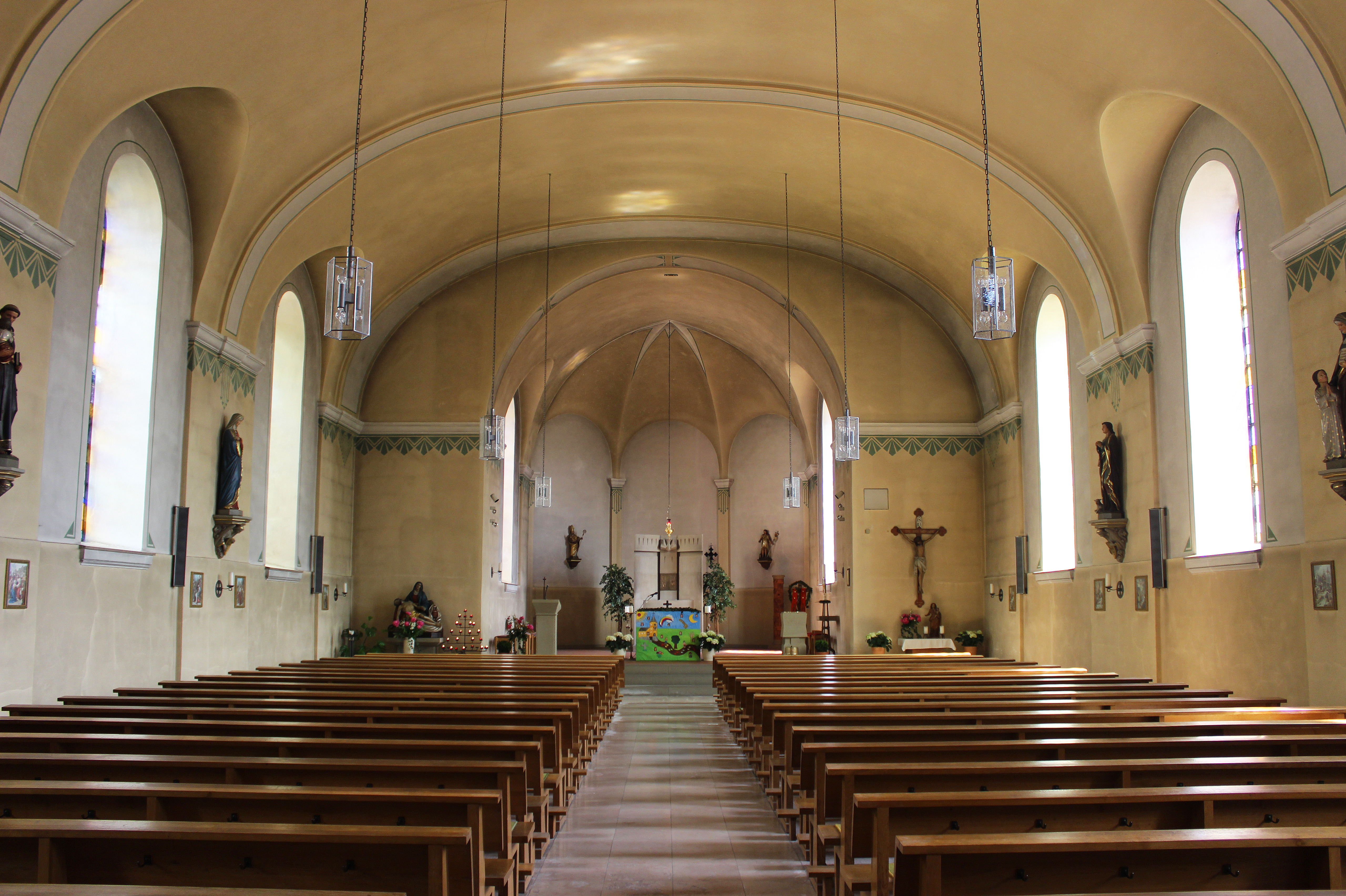
Blick ins Innere der Kirche

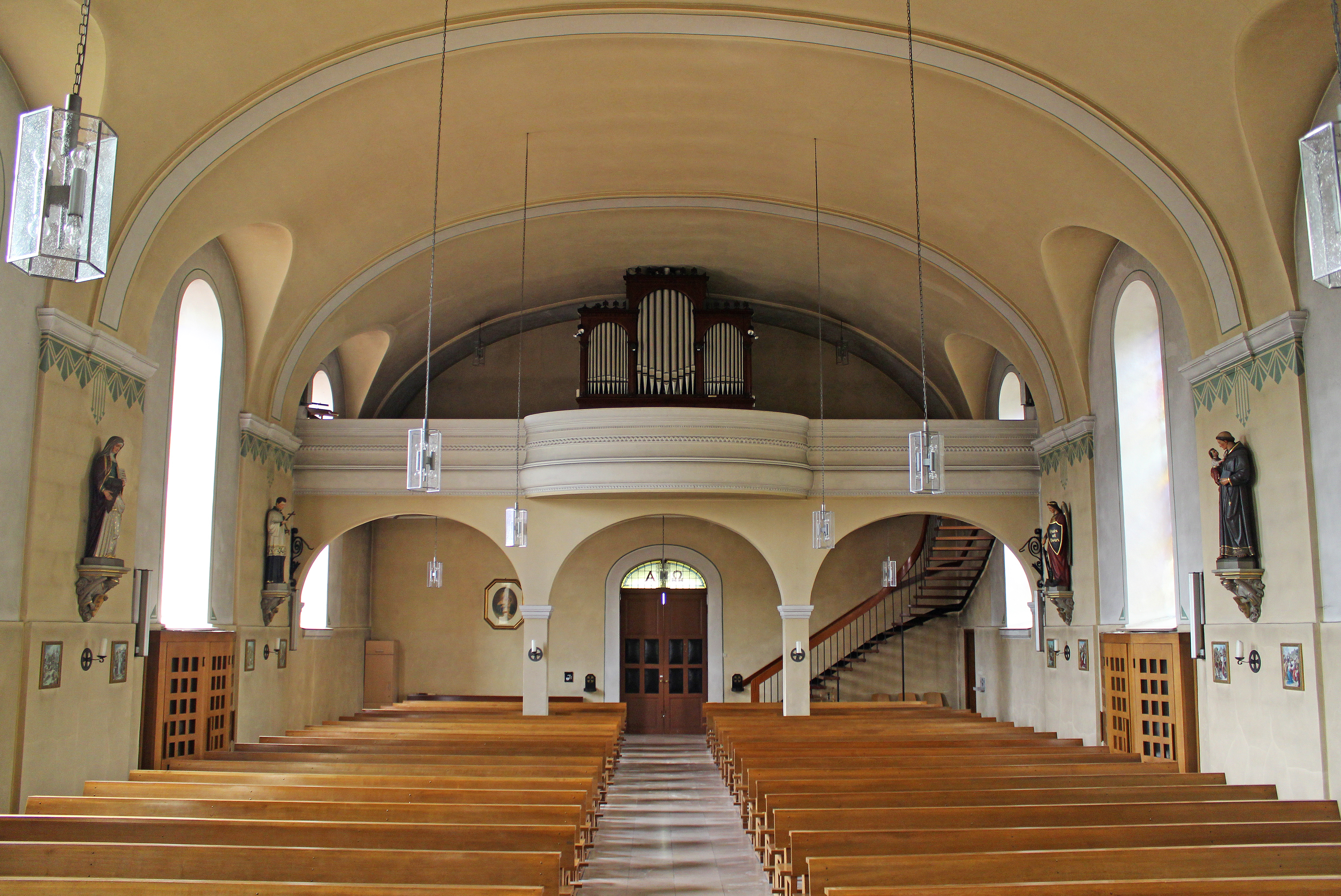
Blick zur Orgelempore

St. Johannes der Täufer ist eine dem heiligen Johannes dem Täufer gewidmete römisch-katholische Pfarrkirche in Mondorf, einem Stadtteil der saarländischen Kreisstadt Merzig. In der Denkmalliste des Saarlandes ist das Kirchengebäude als Einzeldenkmal aufgeführt.

## Geschichte
Eine heidnische Kultstätte diente nach einer alten Volksüberlieferung als Bauplatz der ältesten Kirche in Mondorf, deren genauer Entstehungszeitpunkt nicht bekannt ist. Für die Bestellung und Besoldung der Pfarrer in Mondorf war seit dem Jahr 1227 die Abtei St. Matthias bei Trier zuständig. Die Unterhaltung der Pfarrkirche wurde von verschiedenen Stellen wahrgenommen. Die Abtei als Grundherrschaft sorgte für das Schiff, den Chor unterhielt der Pfarrer und die Verantwortung für den Turm oblag den Pfarrangehörigen. Im Dreißigjährigen Krieg (1618–1648) erlitt die Kirche einige Schäden. Um das Jahr 1700 erfolgte eine gründliche Renovierung, doch im Jahr 1772 befand sich die Kirche wegen Vernachlässigung der Unterhaltung in einem so schlechten Zustand, dass eine Strafe in Form eines Interdikts, d. h. Einstellung von gottesdienstlichen Handlungen, drohte, falls die baulichen Mängel nicht binnen Halbjahresfrist beseitigt würden. Nach den Wirren der Französischen Revolution (1789–1799) war die ohnehin sehr arme Kirche jeglichen Vermögens beraubt. In den ersten Jahrzehnten des 19. Jahrhunderts zeigte sich, dass die Kirche die wachsende Zahl der Gläubigen nicht mehr fassen konnte. Aus diesem Grund begannen um 1840 die Planungen für den Bau einer neuen Kirche an gleicher Stelle.
Am 25. Juli 1843 erfolgte die feierliche Grundsteinlegung für den neuen Kirchenbau. Die Gebr. Kerber aus Ballern übernahmen die Ausführung der Bauarbeiten. Die für den Bau benötigten Steine brach man auf der „Kabitsch“. Aus Baumstämmen musste wegen des brüchigen Untergrundes an der Stelle, an der der Turm errichtet werden sollte, ein künstliches Fundament geschaffen werden. Die Konsekration der fertiggestellten Kirche wurde am 25. Oktober 1845 durch den damaligen Trierer Bischof Wilhelm Arnoldi vorgenommen. Die Baukosten betrugen 9000 Taler.
Im Jahr 1929 wurden umfangreiche Restaurierungs- und Umbauarbeiten in der Kirche durchgeführt, für deren Pläne die Architekten Ludwig Becker und Anton Falkowski (Mainz) verantwortlich zeichneten. So wurde die schadhafte Flachdecke aus Gips durch eine Rabitztonne ersetzt. Im Außenbereich erfolgte eine Erneuerung des Daches, sowie eine Neugestaltung des Kirchenumfeldes, in deren Rahmen eine Mariengrotte und eine Kriegsopferdenkmal angelegt wurden.
Im Zweiten Weltkrieg (1939–1945) wurde die Kirche durch Bombentreffer stark beschädigt. Während der Chor ausbrannte und auch das Dach schwere Schäden erlitt, blieben Kirchenschiff und Turm stehen. Die Sprengung des Turmes, die von militärischen Stellen angeordnet wurde, gelang nicht. Nur Teile der Freitreppe wurden zerstört. In den Nachkriegsjahren wurden die größten Schäden beseitigt.

## Architektur und Ausstattung
Der Vorgängerbau der heutigen Kirche war wahrscheinlich im Stil des Barock errichtet und besaß einen Chorturm. Der heutige Kirchenbau entstand nach dem Muster der Kirche St. Hubert in Waldweisdorf als nüchterne Saalkirche im sogenannten „Scheunenstil“. Sie gliedert sich von West nach Ost in den Turm mit Spitzhelm, das einschiffige Langhaus mit vier Fensterachsen und den fünfseitigen polygonalen Chor.
Da die Kirche im Zweiten Weltkrieg schwer beschädigt wurde, hat sich von der Vorkriegsausstattung nicht viel erhalten. Die in den 1880er Jahren angebrachten Gemälde im Chor, der Hochaltar, sowie die farbenprächtigen Glasfenster mit den Darstellungen aus dem Leben Jesu Christi und der heiligen Maria sind durch die Kriegseinwirkungen vollständig verloren gegangen. Erhalten hat sich die Orgel aus dem Jahr 1900.
Weitere Ausstattungsgegenstände sind eine Pietà links und ein Kruzifix rechts des Altarraums, sowie diverse Heiligenfiguren, die auf Konsolen stehend im Kirchenraum verteilt sind.
Von den barocken Altären der Vorgängerkirche befindet sich heute einer in der Kapelle St. Marien in Silwingen.

## Glocken
Das erste Geläute der Kirche musste im Ersten Weltkrieg zu Kriegszwecken abgegeben werden. Vom zweiten Geläute, das im Jahr 1923 angeschafft wurde, mussten im Zweiten Weltkrieg zwei Glocken zu Kriegszwecken abgegeben werden. Das heutige dritte Geläute wurde im Jahr 1954 von der Glockengießerei Otto (Saarlouis) gegossen und am 27. März 1954 nach Mondorf transportiert. Die Weihe fand am darauffolgenden Tag statt, und am Nachmittag des 29. März 1954 läuteten die Glocken das erste Mal. Die Namen der Glocken lauten wie folgt:
| Nr. | Name                | Ton  | Gewicht (kg) | Inschrift |
| --- | ------------------- | ---- | ------------ | --- |
| 1   | Johannes der Täufer | fis’ | 850          | „Unter den vom Weib Geborenen ist keiner größer als Johannes der Täufer“ „Ich bin die Stimme eines Rufenden in der Wüste – Bereitet den Weg des Herrn“                                                |
| 2   | Muttergottes        | gis’ | 600          | „Ave, ave, Maria“ „Breit’en aus deinen Mantel, Schirmherrin du, im Sturm!“ |
| 3   | St. Barbara         | h’   | 350          | „Sankt Barbara, du edle Braut, Leibund Seel’ sie dir anvertraut. Patronin der Bergleut! Sankt Barbara, deine Hilfe sei uns immer nah. Sankt Barbara, halte treue Wacht über unserm Mondorfer Schacht“ |